# Simcha Baba
Simcha Baba (hebrejsky: שמחה בבה, žil 27. listopadu 1902 – 10. prosince 1973) byl sionistický aktivista, izraelský politik a poslanec Knesetu za stranu Všeobecní sionisté.

## Biografie
Narodil se na území pozdějšího Polska. V roce 1933 přesídlil do dnešního Izraele.

## Politická dráha
Byl aktivní v hnutí Et Livnot v Polsku, roku 1926 se stal členem ústředního výboru sionistické organizace v Polsku. Řídil úřad pro obchod s mandátní Palestinou ve Varšavě. Vydával noviny v jazyce jidiš. Po přesídlení do dnešního Izraele působil roku 1945 jako ředitel úřadu pro absorpci demobilizovaných židovských vojáků britské armády. V roce 1948 nastoupil do čela odboru pro vojáky na ministerstvu obrany.
V izraelském parlamentu zasedl poprvé po volbách v roce 1951, do nichž šel na kandidátce Všeobecných sionistů. Byl členem výboru pro zahraniční záležitosti a obranu, výboru pro ekonomické záležitosti, výboru pro záležitosti vnitra a výboru House Committee. V Knesetu se objevil i po volbách v roce 1955, kdy opět kandidoval za Všeobecné sionisty. Stal se členem výboru práce a výboru House Committee. Ve volbách v roce 1959 mandát neobhájil.